# 李映河
李 映河（イ・ヨンハ、韓国語：이영하、1997年11月1日 - ）は、大韓民国のソウル特別市出身のプロ野球選手（投手）。

## 経歴
善隣インターネット高等学校時代から時速151KMの豪速球を投げる豪腕投手で、その素質を見込んだ斗山ベアーズから2016年ドラフトで1次指名され入団した。この時には孔弼聖（現在、斗山の総括コーチ）の指導を受けていた。
ところが、入団するや否やトミー・ジョン手術を受けてシーズン中の試合には一度も登板できなかった。なおこの手術により兵役義務も免除が確定。当時彼のリハビリを担当していたのは、現在、横浜DeNAベイスターズでトレーナーをしている藤尾佳史である。
2017年5月16日に初めて一軍にデビューした。5月19日に起亜タイガース戦でプロ初登板を果たし、結果は1イニングを投げて1失点2奪三振だった。同28日のKTウィズ戦で登板し無失点に抑えると、直後に味方が勝ち越したためプロ初勝利を記録した。このように、2017年は主に中継ぎでの出場が多かった。
2018年には本格的に先発転向をした。4月29日のNCダイノス戦では6イニング無失点3奪三振4被安打の好投を見せ、先発初勝利を挙げた。
同年の5月23日のハンファ・イーグルス戦では崔在勳の頭部に死球を与えてしまい退場処分になった。
そして7月22日以降にはそれまで先発の一角だった張元準の不振および故障により、先発ローテーションに定着した。そして最終的には平均自責点5点台、10勝3敗、2ホールドを記録した。
勝てば斗山のレギュラーシーズン優勝が決まる2019年10月1日のNCダイノス戦では同点で迎えた9回表にリリーフで登場。先頭打者の牟昌民に安打を打たれるも続く李相浩を併殺打に打ち取り、さらに次の崔承民には内野安打を打たれ、さらに盗塁もされたが金俊完をセンターフライに抑えて無失点で切り抜けると、直後に味方がサヨナラ勝ちを決めて勝ち投手になり、合計17勝を挙げ、2019 WBSCプレミア12 韓国代表に選出された。
オープニングラウンドの対キューバ戦では車雨燦の後を受けてリリーフ登板。1回を無失点に抑えて勝利投手になった。通算では5試合に登板し、1勝6奪三振1失点と結果を残した。これらは全て救援での記録である。
2020年も初期は先発としてマウンドに上がることが多かったが、20試合先発でわずか3勝しか挙げられないなど乱調。そこで監督の金泰亨へ配置転換を直訴する面談を行い、8月30日の対LGツインズ戦からリリーフとして登板している。9月24日の三星ライオンズ戦では李昇眞の継投を受けて9回から登板。1イニングをわずか5球で無失点に抑えプロ初セーブを記録した。なお、この試合では李昇眞もプロ初勝利を挙げている。
2021年初期は再び先発投手に戻ったが、前半戦で全く結果を残せなかったため後半戦から中継ぎに配置転換された。9月12日のLGツインズ戦ではダブルヘッダー2試合に連続して登板し、どちらも無失点に抑えて歴代6人目となるダブルヘッダー2試合における連続勝利投手となった。
同年はポストシーズンで活躍。キウム・ヒーローズとのワイルドカード2回戦で勝利投手になると、LGツインズとの準プレーオフ3回戦では1回で降板した金愍圭の後を受けて登板すると、 4イニング2安打4奪三振無失点66球の力投を披露し、チームが逃げ切ったことで勝利投手及びデイリーMVPとなった。なおこの勝利によってチームは同年のプレーオフ進出が確定。さらにその三星ライオンズ相手のプレーオフでは崔丞鎔からの継投を受けて登板。3.2イニングを投げて無失点に抑えて三度勝利投手になり、韓国シリーズ進出を決定づけた。
2021年2月、善隣インターネット高等学校の後輩から高校時代に暴力を受けたと告発され嫌疑をかけられ、2022年8月、検察により起訴されたためプロ野球の試合に出場できなくなった。2023年5月、裁判所で無罪が宣告され、翌6月から試合に出場している。
2024 WBSCプレミア12 韓国代表に選出され、同大会の韓国代表選手として唯一WBSCプレミア12に2大会連続で出場した。

## プレースタイル・人物
球種は少ないがストレートとスライダーの高低差が大きく、まれにカットボールも投げる。
本人曰く「最大限長いイニングを消化してブルペンに負担をかけない」ことを目標にしており、実際に1試合に7〜8イニングを投げる。
2018年4月と5月に2回にわたりブローカーから電話で勝負操作の提案を持ちかけられたが、いずれも「電話するな！」と怒って着信拒否し、そのまま直ちに球団とKBOに通報している。その結果同年11月にKBOから報奨金を受け取った。

## 詳細情報

### 年度別投手成績
| 年 度    | 球 団    | 登 板 | 先 発 | 完 投 | 完 封 | 無 四 球 | 勝 利 | 敗 戦 | セ 丨 ブ | ホ 丨 ル ド | 勝 率 | 打 者 | 投 球 回 | 被 安 打 | 被 本 塁 打 | 与 四 球 | 敬 遠 | 与 死 球 | 奪 三 振 | 暴 投 | ボ 丨 ク | 失 点 | 自 責 点 | 防 御 率 | W H I P |
| -------- | -------- | ----- | ----- | ----- | ----- | -------- | ----- | ----- | -------- | ----------- | ----- | ----- | -------- | -------- | ----------- | -------- | ----- | -------- | -------- | ----- | -------- | ----- | -------- | -------- | ------- |
| 2017     | 斗山     | 20    | 3     | 0     | 0     | 0        | 3     | 3     | 0        | 0           | .500  | 160   | 35.2     | 43       | 8           | 16       | 0     | 3        | 26       | 4     | 0        | 22    | 22       | 5.55     | 1.65    |
| 2018     | 斗山     | 40    | 17    | 0     | 0     | 0        | 10    | 3     | 0        | 2           | .769  | 555   | 122.2    | 140      | 15          | 54       | 1     | 9        | 90       | 8     | 0        | 75    | 72       | 5.28     | 1.58    |
| 2019     | 斗山     | 29    | 27    | 1     | 0     | 1        | 17    | 4     | 0        | 0           | .810  | 692   | 163.1    | 148      | 5           | 61       | 1     | 10       | 90       | 4     | 2        | 70    | 66       | 3.64     | 1.28    |
| 2020     | 斗山     | 42    | 19    | 0     | 0     | 0        | 5     | 11    | 6        | 0           | .313  | 605   | 132.0    | 148      | 9           | 66       | 3     | 5        | 85       | 4     | 1        | 78    | 68       | 4.64     | 1.62    |
| 2021     | 斗山     | 35    | 11    | 0     | 0     | 0        | 5     | 6     | 1        | 2           | .455  | 364   | 78.2     | 81       | 9           | 57       | 0     | 1        | 53       | 7     | 0        | 58    | 55       | 6.29     | 1.75    |
| 2022     | 斗山     | 21    | 20    | 0     | 0     | 0        | 6     | 8     | 0        | 0           | .429  | 462   | 98.2     | 109      | 5           | 57       | 1     | 6        | 83       | 8     | 0        | 65    | 54       | 4.93     | 1.68    |
| 2023     | 斗山     | 36    | 0     | 0     | 0     | 0        | 5     | 3     | 0        | 4           | .625  | 184   | 39.1     | 40       | 2           | 21       | 1     | 4        | 28       | 2     | 0        | 27    | 24       | 5.49     | 1.55    |
| 2024     | 斗山     | 59    | 1     | 0     | 0     | 0        | 5     | 4     | 2        | 5           | .556  | 298   | 65.1     | 62       | 4           | 36       | 1     | 2        | 59       | 7     | 0        | 34    | 29       | 3.99     | 1.50    |
| KBO：8年 | KBO：8年 | 282   | 98    | 1     | 0     | 1        | 56    | 42    | 9        | 13          | .571  | 3320  | 735.2    | 771      | 57          | 368      | 8     | 40       | 514      | 44    | 3        | 429   | 390      | 4.77     | 1.55    |

- 2024年度シーズン終了時
- 太字はリーグ最高

### 背番号
- 91 （2016年）
- 01 （2017年 - 同年途中）
- 50 （2017年途中 - ）

## 参照
1. ↑  https://dreamlog.tistory.com/446
2. ↑  “斗山優勝達成”
3. ↑  “プレミア12メンバー発表”
4. ↑  “キューバ戦結果”
5. ↑  https://mbn.co.kr/news/sports/4292085
6. ↑  최인영 (2021年9月12日). “불펜 이영하, 하루에 2승…두산, LG에 더블헤더 싹쓸이로 6연승” (朝鮮語). 연합뉴스. 2021年9月12日閲覧。
7. ↑  “[준PO '66구 역투' 두산 이영하, 데일리 MVP…"승리 돕겠다는 생각뿐"(종합)]” (朝鮮語). 뉴스1 (2021年11月7日). 2021年11月9日閲覧。
8. ↑  “斗山がLGに勝利してプレーオフ進出、サムスン（SAMSUNG）と対決＝韓国プロ野球「KBO」”.   WoW!Korea (2021年11月7日). 2023年12月31日閲覧。
9. ↑  https://www.donga.com/news/Society/article/all/20230531/119558960/1
10. ↑  “勝負操作拒否”